# アレクサンドル・チシャーニン
アレクサンドル・ゲオルギエヴィチ・チシャーニン（ロシア語: Александр Георгиевич Тишанин、ラテン文字表記の例：Aleksandr Georgievich Tishanin、1966年4月20日 - ）は、ロシアの企業家、政治家。ロシア鉄道副社長。2005年9月7日から2008年4月15日までイルクーツク州知事を務めた。

## 経歴・概要
チェリャビンスク州トロイツク出身。1984年南ウラル鉄道局(ru)で勤務する。1985年チェリヤビンスク鉄道技術学校を卒業し、2年間兵役に就く。1993年、ウラル電機大学鉄道運輸技術学部、1999年ウラル工科大学鉄道輸送・国家鉄道大学をそれぞれ卒業する。1987年南ウラル鉄道局勤務。2000年南ウラル鉄道第一副所長。2001年ザバイカル鉄道局(ru)チタ支店長。2003年ザバイカル鉄道第一副社長。2004年東シベリア鉄道局(en) 社長。2005年9月7日ウラジーミル・プーチン大統領によって、イルクーツク州知事に任命され、2008年4月15日まで務めた。
2008年9月10日、ロシア鉄道副社長に就任する。